# HD59435
HD59435 — хімічно пекулярна зоря спектрального класу A4, що має видиму зоряну величину в смузі V приблизно  8,0.
Вона  розташована на відстані близько 4726,9 світлових років від Сонця.

## Пекулярний хімічний склад
Зоряна атмосфера HD59435 має підвищений вміст 
Cr
.